# غريغ هولاند (مغني)
غريغ هولاند (بالإنجليزية: Greg Holland)‏ هو مغني ومغن مؤلف أمريكي، ولد في 22 فبراير 1967.